# Логойська селищна рада
Логойська селищна рада — (біл. Лагойскі сельсавет), адміністративно-територіальна одиниця в складі Логойського району розташована в Мінській області Білорусі. Адміністративний центр — Гостиловичі.
Логойська селищна рада розташована на межі центральної Білорусі, у північній частині Мінської області, граничить з районним центром Логойськ.
До складу сільради входять такі населені пункти:
- Серпневе
- Вераги
- Гостиловичі
- Заозер'я
- Зелений Луг
- Луцівщина
- Логожеськ
- Михайлово
- Нивки
- Пониззя
- Рудня
- Слаговище
- Терховичі
- Чорний Ліс